# Josef Zähringer (Physiker)
Josef Zähringer, auch Joseph,  (* 15. März 1929 in Schönenbach (Furtwangen); † 22. Juli 1970) war ein deutscher Physiker.

## Leben
Zähringer, der Sohn eines Mechanikers, legte sein Abitur 1949 am Fürstenberg-Gymnasium in Donaueschingen ab. Er studierte direkt im Anschluss Physik, Mathematik, Chemie und Mineralogie an der Universität Freiburg und der Universität Göttingen mit dem Diplom 1954, war dann Assistent in Freiburg am Physikalischen Institut und wurde dort 1956 promoviert (Dissertation: Argon als Restkern in Meteoriten). Als Post-Doktorand war er bis 1958 am Brookhaven National Laboratory und danach Assistent am Max-Planck-Institut für Kernphysik in Heidelberg. 1963 habilitierte er sich an der Universität Heidelberg (Habilitationsschrift: Isotopie-Effekt und Häufigkeiten der Edelgase in Steinmeteoriten und auf der Erde) und wurde 1964 Mitglied des Max-Planck-Instituts für Kernphysik und 1965 Direktor am Institut. Ab 1967 war er Honorarprofessor an der Universität Heidelberg. Er starb bei einem Verkehrsunfall.
Er befasste sich mit Kosmochemie, unter anderem der Analyse des Gehalts von Edelgasen in Meteoriten und Mondgestein um zu bestimmen, wie lange sie kosmischer Strahlung bzw. dem Sonnenwind ausgesetzt waren. Dabei arbeitete er seit seiner Zeit am Brookhaven National Laboratory mit Oliver Schaeffer zusammen, der später an der Stony Brook University war. Er wurde 1967 von der NASA in das Wissenschaftlerteam aufgenommen, die als Erste das Mondgestein der Apollo-Mission untersuchen durften und war, da er das Gestein versehentlich berührte, auch mit den Astronauten 1969 in Quarantäne. 1964 befasste er sich mit dem Einsammeln von kosmischem Staub mit Raketen und wurde deshalb nach Moskau eingeladen.
Der Mondkrater Zähringer ist nach ihm benannt sowie eine Straße in Furtwangen-Schönenbach.
1964 erhielt er den Gustav-Hertz-Preis der Deutschen Physikalischen Gesellschaft.